# René Julien
 (août 2013).
René Julien, né le 18 juin 1937 à Hollogne-aux-Pierres et mort le 12 avril 2016 à Cavaillon (France),, est un artiste belge.

## Biographie
René Julien a étudié à l'Académie royale des beaux-arts de Liège de 1951 à 1957. Bien vite après, il s’est installé à Bruxelles, où il s’est distingué en créant des vitraux, des fresques et des panneaux décoratifs.

### Sa vie d'enseignant
De 1960 à 1965, il est professeur à l'Académie royale des beaux-arts de Liège.
En 1969, il est nommé directeur de l'Académie des beaux-arts de Saint-Josse-ten-Noode.

### Sa vie d'artiste
De 1976 à 1980, Julien réalise ses premiers bijoux et couverts sculpturaux. En 1977, il crée une sculpture monumentale pour le centre sportif et nautique de Butgenbach, une girouette de 3 mètres de haut.
De 1981 à 1984, il expose à la Biennale d’art contemporain de Liège (peintures, sculptures, dessins). Il obtient le Prix de la ville et des visiteurs (Département du var, France).
De 1985 à 1990, il crée une sculpture au Parlement de Bruxelles dans la salle Amnesty International, une lithographie originale couleur pour l’équipe olympique belge d’équitation et d’une médaille de prestige pour le jumping international de Bruxelles. Il réalise la série des « Damnations ». Il devient inspecteur à la commission des arts plastiques auprès de la Commission française.
De 1991 à 1995, il réalise un ensemble de sculptures pour la presse Persgroep à Asse. Il crée une sculpture monumentale (5 mètres de hauteur) « L’envol de la Wallonie » pour le Gouvernement wallon et la sculpture « Le Saute-Mouton » Hôtel des Ponts et Chaussées (Liège).

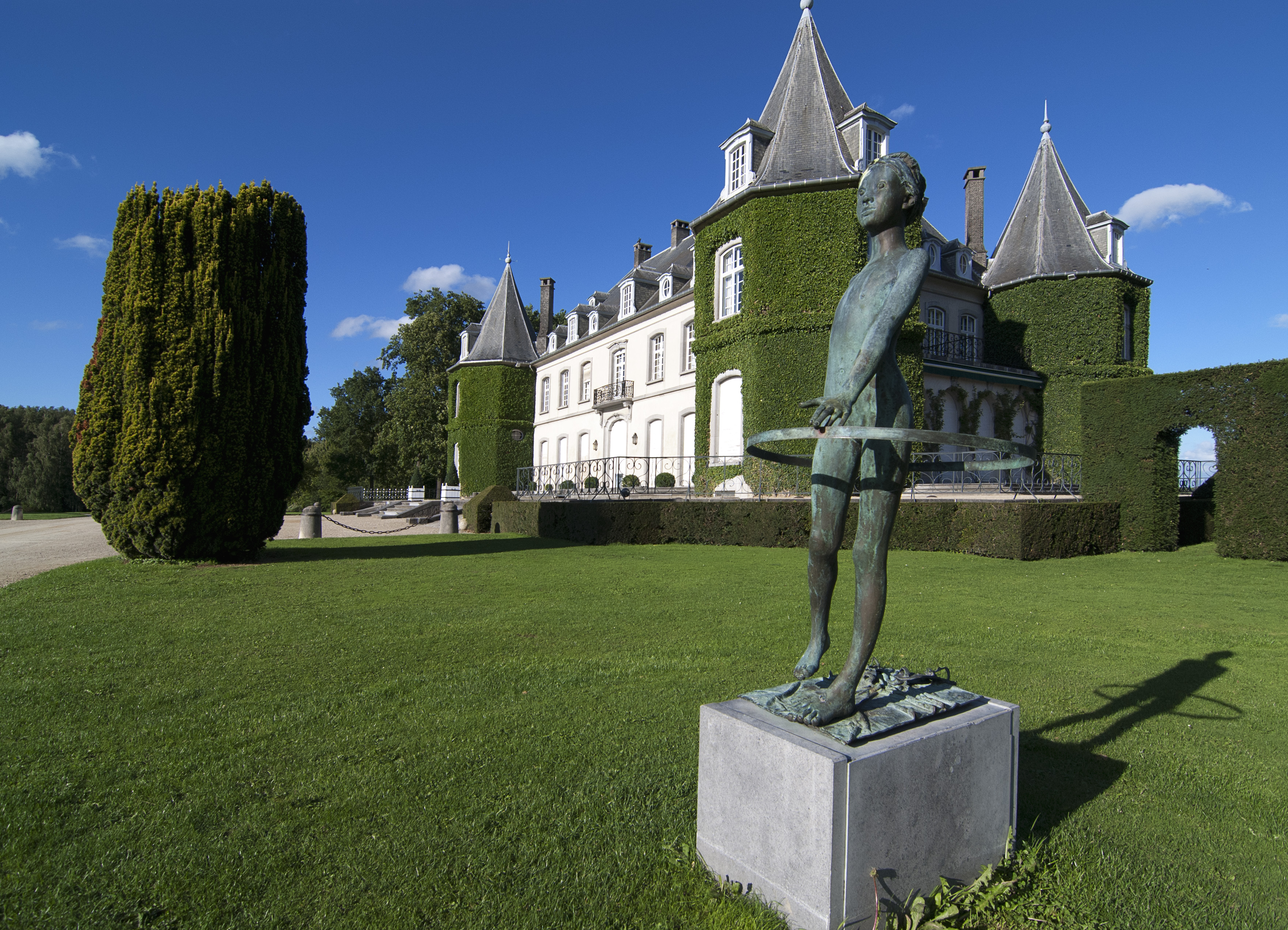
Valérie au cerceau

De 1996 à 1998, il place un groupe de huit personnages féminins en façade du bâtiment Charlemagne des Communautés européennes, rue de la Loi à Bruxelles et un bronze « Valérie au cerceau » dans le parc du Château de La Hulpe à Bruxelles. Il réalise une sculpture « Le Génie des Galeries » pour le 150e anniversaire des Galeries royales Saint-Hubert à Bruxelles et place deux personnages en bronze pour les assurances Axa à Bruxelles. De 1999 à 2001, il place pour la société G.T.S de Hoeilaart, deux sculptures en bronze.
De 2002 à 2006, il réalise une série de bronzes sur le thème de la « sublimation de la relation amoureuse ».

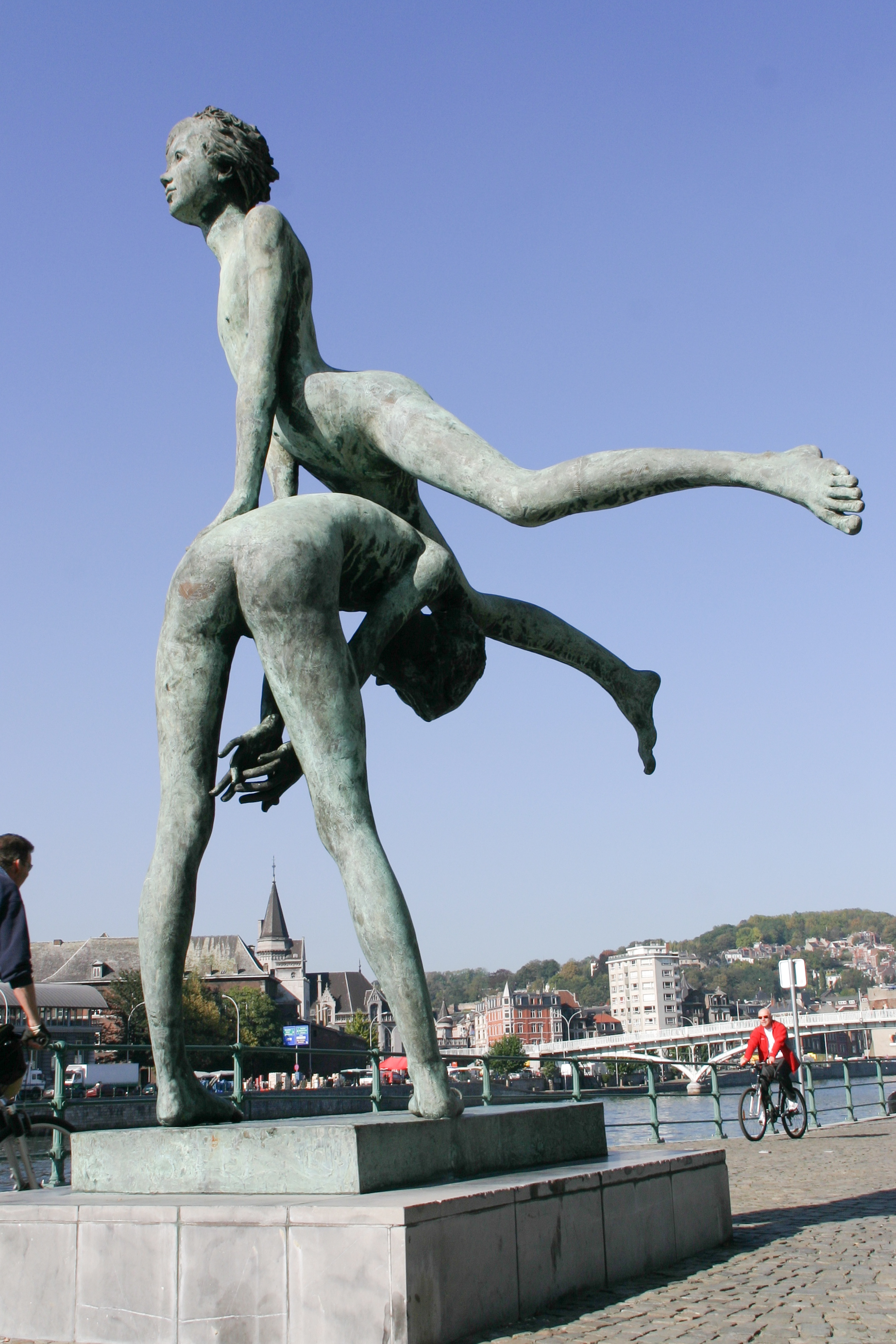
L'Envol de la Wallonie, sur le Quai Édouard Van Beneden

De 2006 à 2007, il expose à la galerie Cafmeyer au Zoute en Belgique. D’octobre à avril, il expose 80 sculptures au Musée Campredon, Maison René Char à L'Isle-sur-la-Sorgue en France.
En 2008, il crée les sculptures "Life Size" au domaine de Keukenhof (Pays-Bas) et fait une permanence à la galerie Noordeinde, à La Haye. Il expose également à Lyon, Paris et Saint-Rémy-de-Provence. De juin à octobre, il expose des sculptures monumentales à travers la ville de Beaune. À cette occasion, Gérard Corbiau, réalisateur belge (Le Maître de musique, Farinelli, Le roi danse) entame le tournage d’un film (55 min) qu’il consacrera à René Julien.
De 2009 à 2010, il expose les sculptures "Life Size" dans les jardins à la française du square à Etterbeek. Il expose des sculptures monumentales et autres dans les Galeries royales Saint-Hubert à Bruxelles avec le concours d’Art Thema.
En 2011, il prépare un livre sur les petites et grandes sculptures les plus récentes avec des textes du philosophe Jacques Salomé. Gérard Corbiau termine son film sur René Julien (montage, musique originale) pour la diffusion sur différentes chaînes TV au cours de l'année. Il expose au Cercle international, Château Sainte-Anne à Bruxelles, dans les salons et jardins. D'octobre à décembre, il expose dans le parc du Château de Bousval. En 2012, le livre sur son œuvre sculpté Rêveries autour d’un rêve éveillé parait. Il participe  divers salons d’art contemporain et permanence dans différentes galeries.
En juillet 2013, il expose au Domaine de la Citadelle - Musée du tire-bouchon à Ménerbes. Puis de septembre à octobre 2013 il expose des sculptures à la Maison de la Truffe toujours à Ménerbes.
En 2014, il expose au musée Bernard-Boesch à La Baule, France,.
En décembre 2016 est réalisée une exposition faisant la rétrospective de son travail à la galerie Art Thema, introduit par Jacques Bredael.

## Distinctions
- prix littéraire de la Résistance
- grande médaille vermeil du gouvernement
- ordre des Arts et des Lettres (France)
- prix Godecharle
- prix contact
- prix Ransy Putzeys[12]
- prix Antoine Watteau
- prix Marie
- prix Lebon

## Lieux d'exposition
- Art Thema Gallery[5], Bruxelles, Belgique
- Château de la Hulpe, La Hulpe, Belgique
- Quai Van Beneden, Liège, Belgique
- Commission européenne, Bruxelles, Belgique
- Banque de France, Beaune, France
- Aéroport de Bruxelles, Bruxelles, Belgique
- Parc d'Egmont, Bruxelles, Belgique
- Victoria Station, Londres, Royaume-Uni

### Filmographie
- Gérard Corbiau, Le souffle de rêve[13]